# Capistrum sorberae
Capistrum sorberae is een eenoogkreeftjessoort. De wetenschappelijke naam van de soort is voor het eerst geldig gepubliceerd in 1985 door Monniot.